# Ramonella mesnili
Ramonella mesnili är en tvåvingeart som beskrevs av Kugler 1980. Ramonella mesnili ingår i släktet Ramonella och familjen parasitflugor.
Artens utbredningsområde är Israel. Inga underarter finns listade i Catalogue of Life.